# نووایا بورما
نووایا بورما (به لاتین: Novaya Burma) یک منطقهٔ مسکونی در روسیه است که در باشقیرستان واقع شده‌است.